# بيث كوهن
بيث كوهن (بالإنجليزية: Beth Cohen)‏ هي عالمة آثار أمريكية، ولدت في القرن العشرين.